# Jean Druon
Jean Druon est un documentariste et écrivain français.

## Filmographie
- 1998 : Quelques choses de notre histoire, le capitalisme depuis 1975
- 2001 : Un siècle de progrès sans merci
- 2005 : Alerte à Babylone
- 2014 : Le passage du Nord-Ouest